# Archanara affinis
Archanara affinis là một loài bướm đêm trong họ Noctuidae.